# Kitišanci
Kitišanci su naselje u Hrvatskoj, regiji Slavoniji u Osječko-baranjskoj županiji i nalaze se u sastavu grada Belišća.

## Zemljopisni položaj
Kitišanci se nalaze na 92 metara nadmorske visine u nizini istočnohrvatske ravnice uz državnu cestu D34 Valpovo – Donji Miholjac, a pokraj sela protječe rijeka Karašica. Susjedna naselja: istočno se nalazi grad Belišće, jugoistočno grad Valpovo. Južno od Kitišanaca su Vinogradci, a zapadno Tiborjanci, Veliškovci i Gat.  Pripadajući poštanski broj je 31554 Belišće, telefonski pozivni 031 i registarska pločica vozila OS (Osijek). Površina katastarske jedinice naselja Kitišanci je 1,33 km2.

## Stanovništvo
| broj stanovnika |       |       | 14    | 12    | 31    | 39    | 46    | 75    | 109   | 112   | 115   | 106   | 116   | 142   | 149   | 150   | 145   |
|                 | 1857. | 1869. | 1880. | 1890. | 1900. | 1910. | 1921. | 1931. | 1948. | 1953. | 1961. | 1971. | 1981. | 1991. | 2001. | 2011. | 2021. |

Iskazuje se kao naselje od 1869. Iste godine podaci su sadržani u naselju Valpovo.

## Crkva
U selu se nalazi rimokatolička crkva Sv. Ivana Krstitelja koja pripada katoličkoj župi Sv. Josipa Radnika u Belišću i valpovačkom dekanatu Đakovačko-osječke nadbiskupije. Crkveni god (proštenje) ili kirvaj slavi se 24. lipnja.

## Šport
NK Kitišanci natječu se u sklopu 3. ŽNL Liga NS Valpovo. Klub je osnovan 2006.

## Vanjske poveznice
- http://www.belisce.net/